# فيكتور بيلياف
فيكتور إيفانوفيتش بيلياف (5 نوفمبر 1902 - 7 مايو 1976) (بالروسية: Ви́ктор Ива́нович Беля́ев) هو مستشرق سوفيتي، متخصص في المخطوطات العربية.

## مسيرته
كان والده محاميا، في عام 1921 دخل معهد تركستان الشرقي، حيث درس اللغة العربية. في خريف عام 1923، انتقل إلى قسم العلوم الإنسانية واللغوية التابع لكلية العلوم الاجتماعية في جامعة لينينغراد الحكومية، حيث تخصص في دراسة اللغة العربية وآدابها، بالإضافة إلى اللغة الفارسية. في عام 1925 تخرج من جامعة لينينغراد.